# Rosir Calderón
Rosir Calderón Díaz (L'Avana, 28 dicembre 1984) è una pallavolista cubana, nel ruolo di schiacciatrice.

## Biografia
È la figlia dell'ex allenatore della nazionale cubana Luis Calderón e della giocatrice Erenia Díaz.

## Carriera

### Club
Comincia a giocare a pallavolo fin da giovanissima: viene ingaggiata dalla squadra della sua città natale, il Ciudad Habana. Nella stagione 2005-06, ottiene dal governo cubano, la possibilità di giocare all'estero: resterà per un'annata nell'Uraločka, squadra militante nel massimo campionato russo, prima di ritornare in patria, nuovamente nel club d'origine.
Dopo un periodo di due anni di inattività sia per maternità che per poter lasciare legalmente Cuba, nel 2011-12 ritorna alla pallavolo giocata grazie all'ingaggio da parte del Galatasaray, militante nel massimo campionato turco. Nella stagione 2013-14 passa alla Dinamo Krasnodar, nella Superliga russa, con cui vince la Coppa CEV 2014-15.
Nel campionato 2015-16 è nuovamente in Turchia, ma questa volta difendendo i colori dell'Eczacıbaşı. Nel campionato successivo gioca nella divisione cadetta giapponese con le Ageo Medics, raggiungendo la promozione in V.Premier League, per poi chiudere la stagione nel RC Cannes nella Ligue A francese. Nella stagione 2017-18 approda al Volero Zurigo, in Lega Nazionale A, vincendo la Supercoppa svizzera, premiata come MVP, la Coppa di Svizzera e lo scudetto, premiata nuovamente come miglior giocatrice, mentre nel campionato successivo torna nel massimo torneo transalpino, ingaggiata dal Volero Le Cannet. 
Dopo aver disputato in Indonesia la Proliga 2020 con il Bandung BJB, torna in campo nell'annata 2021-22, quando difende i colori del Bolu, club neopromosso in Sultanlar Ligi, mentre nella stagione successiva è di scena nella Volley League greca, ingaggiata dall'AEK Atene, dove gioca fino a metà dell'annata 2023-24, quando scende in serie cadetta per indossare la casacca del Milōn, con cui conquista la promozione in massima divisione.
Fa poi una breve esperienza in Arabia Saudita con l'Al-Nassr, dopo la quale milita per qualche incontro nella Pro Volleyball Federation 2025 con le San Diego Mojo.

### Nazionale
Nel 2002 fa il suo esordio in nazionale, considerata come una delle grandi promesse, grazie anche alla dote di poter saltare ad oltre 3 metri e 30 cm. Nel 2004 partecipa alle Olimpiadi di Atene ottenendo la medaglia di bronzo. Nel 2006 ottiene al campionato mondiale il premio come miglior attaccante, mentre nel 2007 vince la medaglia d'oro al campionato nordamericano; un anno dopo è invece medaglia d'argento al World Grand Prix e raggiunge il quarto posto alle Olimpiadi di Pechino, venendo comunque premiata come miglior attaccante della manifestazione.

## Palmarès

### Club
- Campionato svizzero: 1

2017-18
- Coppa di Svizzera: 1

2017-18
- Supercoppa svizzera: 1

2017
- Coppa CEV: 1

2014-15

### Nazionale (competizioni minori)
- Giochi centramericani e caraibici 2006
- Montreux Volley Masters 2007
- Giochi panamericani 2007
- Coppa panamericana 2007

### Premi individuali
- 2005 - World Grand Prix: Miglior attaccante
- 2006 - Campionato mondiale: Miglior attaccante
- 2007 - Montreux Volley Masters: Miglior attaccante
- 2008 - Giochi della XXIX Olimpiade: Miglior attaccante
- 2013 - Champions League: Miglior attaccante
- 2017 - Supercoppa svizzera: MVP
- 2018 - Lega Nazionale A: MVP